# Třemešné
Třemešné (en allemand : Zemschen) est une commune du district de Tachov, dans la région de Plzeň, en Tchéquie. Sa population s'élevait à 360 habitants en 2022.

## Géographie
Třemešné se trouve à 6 km au sud de Přimda, à 20 km au sud-sud-est de Tachov, à 51 km à l'ouest-sud-ouest de Plzeň et à 135 km à l'ouest-sud-ouest de Prague.
La commune est limitée par Rozvadov et Přimda au nord, par Stráž à l'est, par Bělá nad Radbuzou au sud et par l'Allemagne à l'ouest.
| Rozvadov 17 km         | Přimda 7 km            | Přimda 7 km            |
| Eslarn 18 km           | Třemešné               | Stráž 12 km            |
| Bělá nad Radbuzou 5 km | Bělá nad Radbuzou 5 km | Bělá nad Radbuzou 5 km |

## Histoire
La première mention écrite de la localité date de 1532.

## Galerie

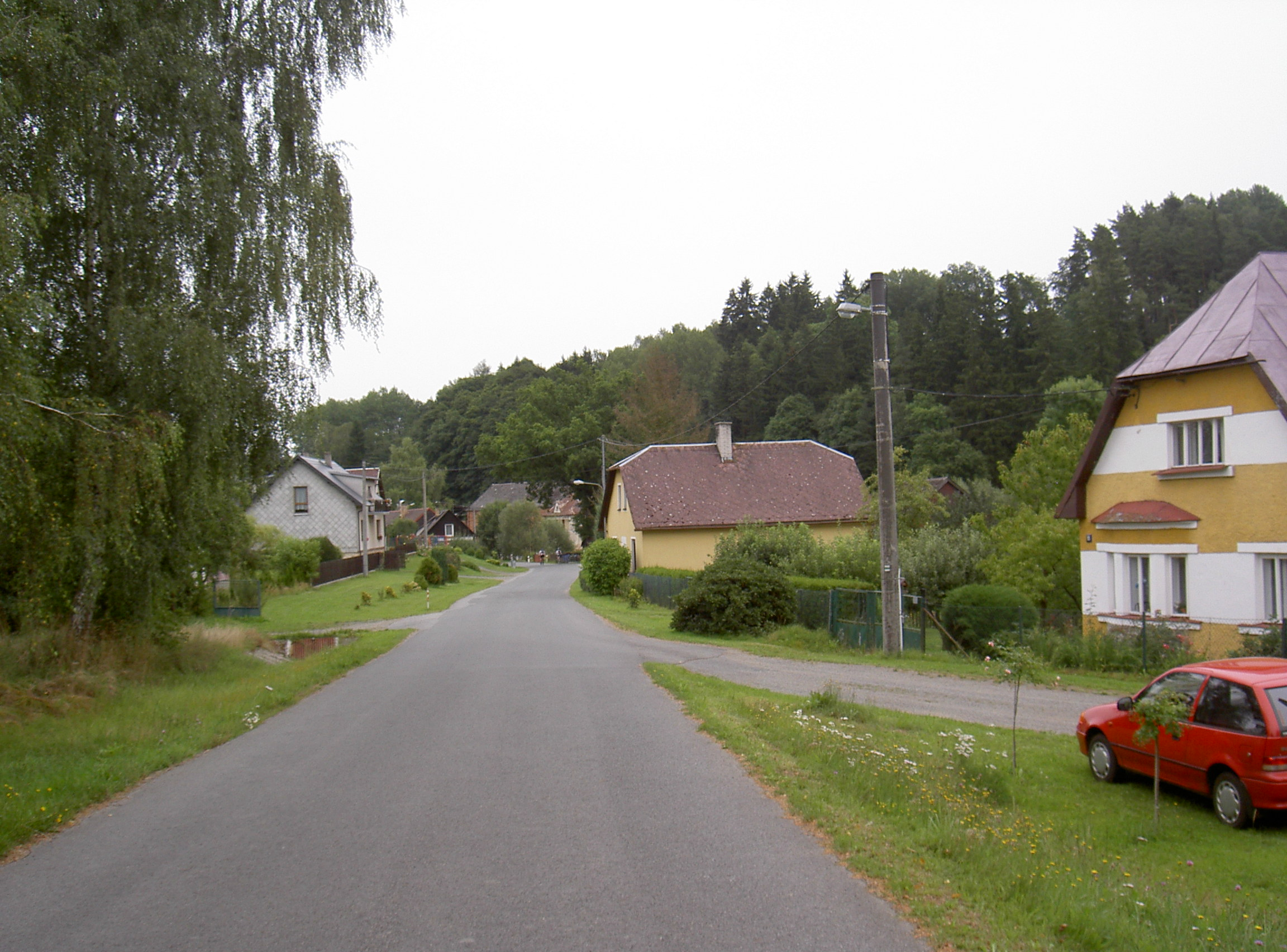
Bezděkov.
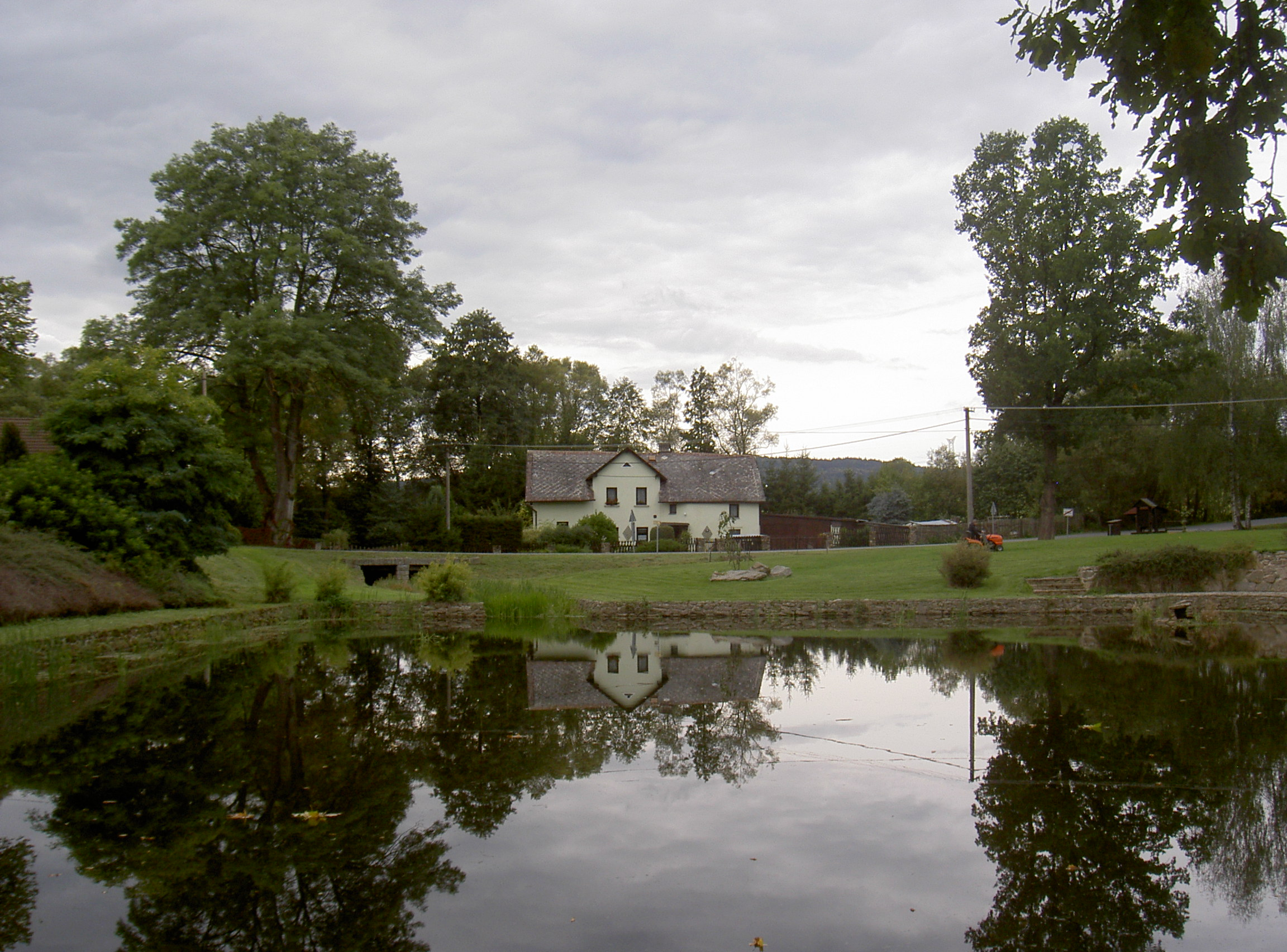
Dubec.

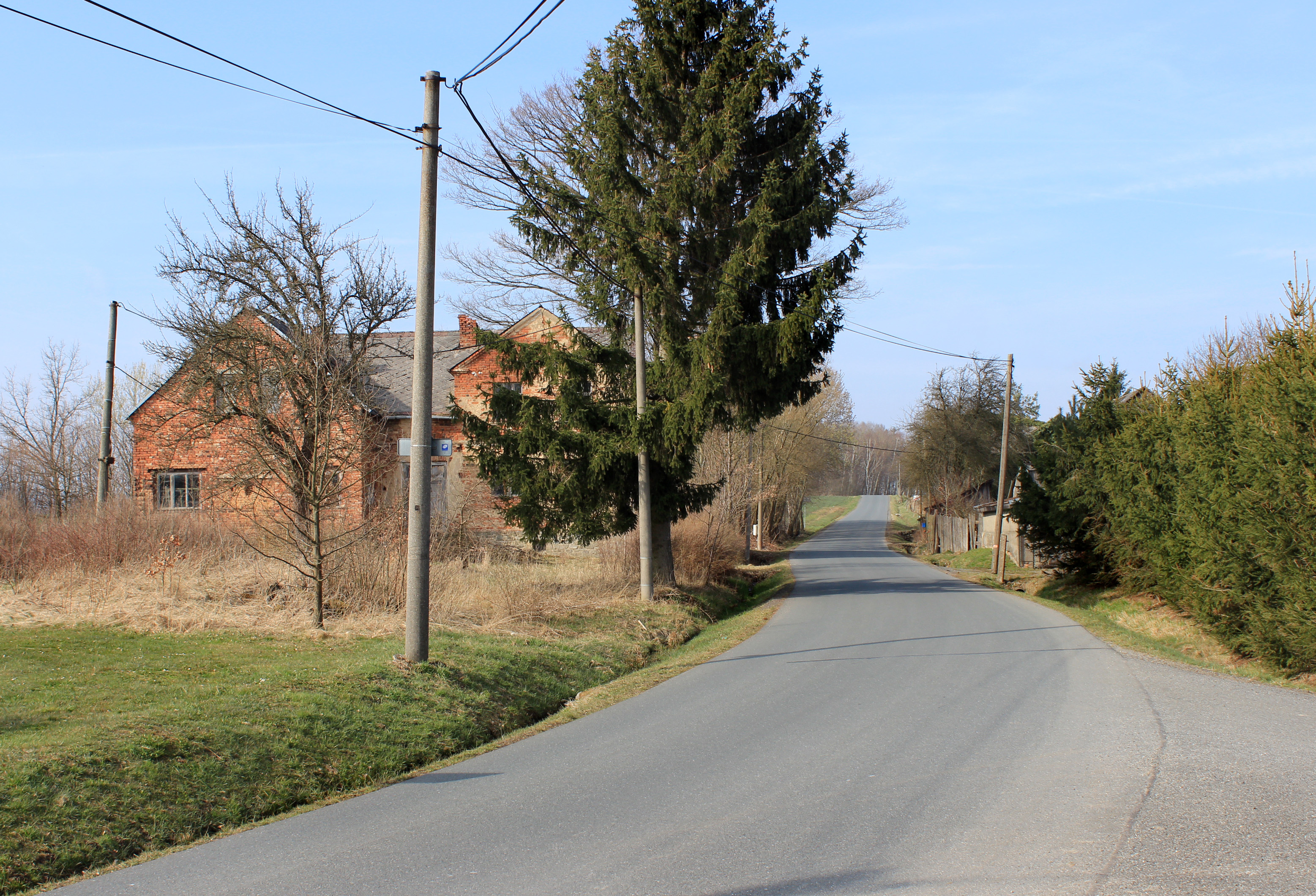
Route à Pavlíkov.

## Transports
Par la route, Třemešné se trouve à 7 km de Přimda, à 24 km de Tachov, à 68 km de Plzeň et à 163 km de Prague. 